# Bahaba
Genre
Le genre Bahaba  regroupe trois espèces de poissons de la famille des Sciaenidés.

## Liste des espèces
Selon FishBase (5 mars 2012), World Register of Marine Species (5 mars 2012) et ITIS (5 mars 2012) :
- Bahaba chaptis (Hamilton, 1822)
- Bahaba polykladiskos (Bleeker, 1852)
- Bahaba taipingensis (Herre, 1932)